# Försoning (roman, 2015)
Försoning, roman från 2015 av Amanda Schulman och Hannah Widell. 
Försoningen är den första delen i trilogin Två systrar, som handlar om just två systrar som man får följa under en längre tid. Bokserien fokuserar på relationer och då framför allt syskon- och systerrelationen.